# Calypogeia goebelii
Calypogeia goebelii là một loài rêu tản trong họ Calypogeiaceae. Loài này được (Schiffner) Schiffner miêu tả khoa học lần đầu tiên năm 1898.